# Pittosporum terminalioides
Pittosporum terminalioides är en tvåhjärtbladig växtart som beskrevs av Jules Émile Planchon och Asa Gray. Pittosporum terminalioides ingår i släktet Pittosporum och familjen Pittosporaceae. IUCN kategoriserar arten globalt som sårbar. Inga underarter finns listade.